# Diócesis de Brno
La diócesis de Brno (en latín: Dioecesis Brunen(sis) y en checo: Diecéze brněnská) es una circunscripción eclesiástica latina de la Iglesia católica en la República Checa, sufragánea de la arquidiócesis de Olomouc. La diócesis tiene al obispo Pavel Konzbul como su ordinario desde el 26 de mayo de 2022.

## Territorio y organización

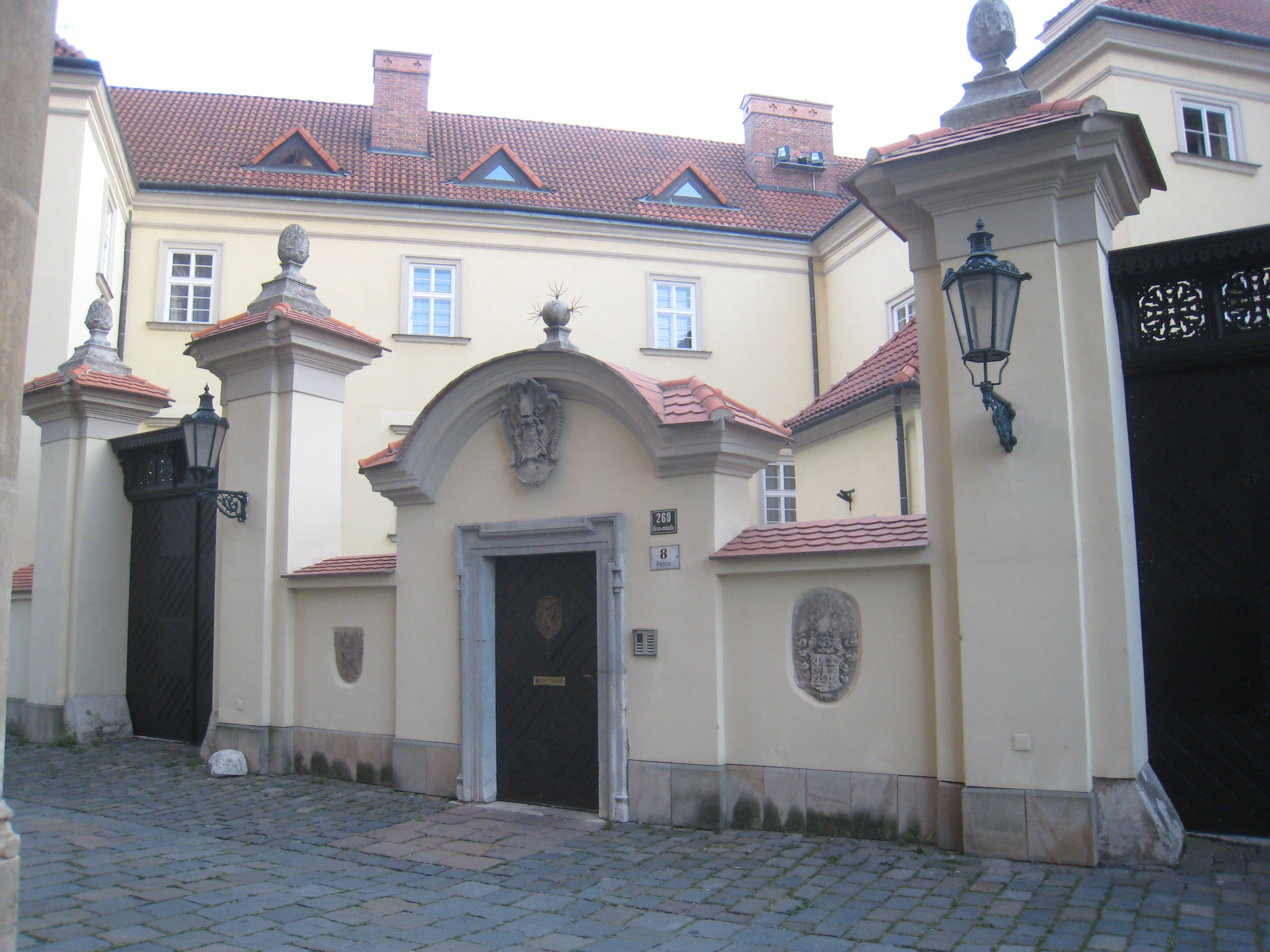
Palacio episcopal de Brno

La diócesis tiene 10 668 km² y extiende su jurisdicción sobre los fieles católicos de rito latino residentes en casi toda la región de Moravia Meridional, una parte de la región de Vysočina y algunas parroquias en las regiones de Bohemia Meridional, Pardubice y Olomouc.
La sede de la diócesis se encuentra en la ciudad de Brno, en donde se halla la Catedral de San Pedro y San Pablo. En la diócesis existen dos basílicas menores: de la Asunción de Nuestra Señora y San Nicolás, en Žďár nad Sázavou; y la de la Asunción de Nuestra Señora, en Brno.
En 2020 en la diócesis existían 450 parroquias agrupadas en 20 decanatos: Blansko, Boskovice, Břeclav, Brno, Hodonín, Hustopeče, Jihlava, Mikulov, Modřice, Moravské Budějovice, Moravský Krumlov, Rosice, Slavkov u Brna, Telč, Tišnov, Třebíč, Velké Meziříčí, Vranov nad Dyjí, Žďár nad Sázavou, Znojmo.

## Historia

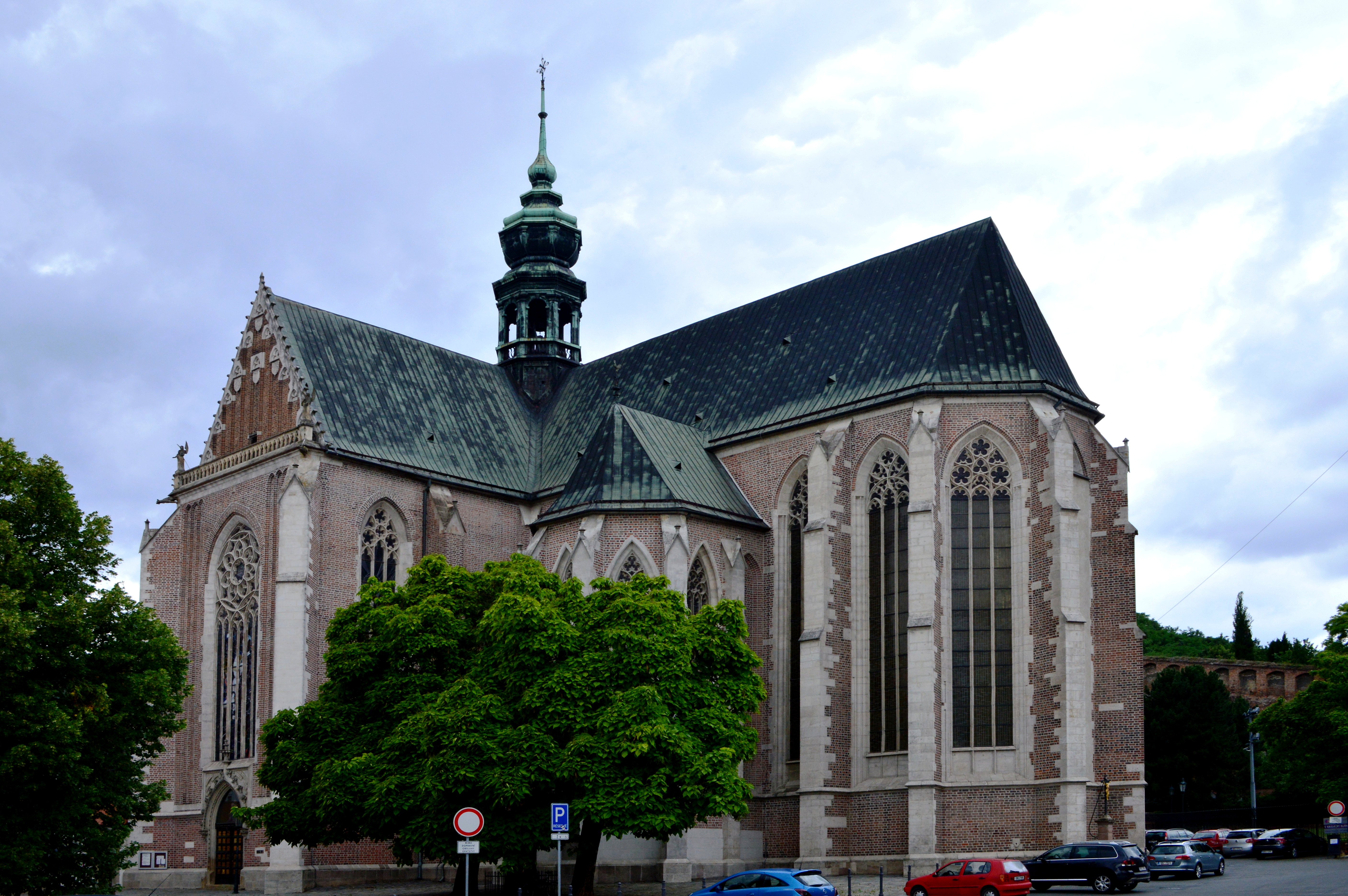
Basílica de la Asunción de Nuestra Señora

La diócesis fue erigida por el papa Pío VI el 5 de diciembre de 1777 con la bula Inter plurima, obteniendo el territorio de la diócesis de Olomouc, que el mismo día fue elevada a arquidiócesis metropolitana con la bula Suprema dispositione. La erección de la diócesis tuvo como base la presencia del cabildo de la colegiata de San Pedro, fundada en 1276, como prueba de este vínculo fue el preboste de la colegiata de los Santos Pedro y Pablo quien fue elegido como el primer obispo. El cabildo se mantuvo en su composición de un deán mitrado y nueve canónigos prebendados, de los cuales cinco con obligación de residencia y elevados a la dignidad de cabildo catedralicio. A la emperatriz María Teresa, que había jugado un papel importante en la erección de la diócesis, y a sus sucesores se les concedió el derecho de presentar al nuevo obispo a cualquier sede vacante.
En los años ochenta del siglo XVIII tuvo que sufrir numerosas supresiones de conventos y monasterios a causa de la política josefista.
En 1783 se amplió sustancialmente el territorio de la diócesis.
El seminario diocesano se estableció en 1807.
En 1863 la diócesis cedió el decanato de Vyškov a la arquidiócesis de Olomouc y recibió a cambio el decanato de Boskovice.
El primer sínodo diocesano tuvo lugar en 1909, al que siguió otro sínodo en 1934.
En 1937 la parroquia de Valtice (en alemán Feldberg), perteneciente a la arquidiócesis de Viena, pasó a formar parte del territorio diocesano.
Tras la desintegración de Checoslovaquia en 1938, su territorio se dividió y se erigió un vicariato general en Mikulov, que luego fue abolido en 1945, cuando se reconstituyó Checoslovaquia. Mientras tanto, el obispado estaba vacante, el nuevo obispo Karel Skoupý fue nombrado en 1946. Tuvo que enfrentar la persecución comunista, en 1950 el seminario fue cerrado por las autoridades, lo que impidió que el obispo ejerciera su cargo hasta 1968 (Primavera de Praga). Después de la muerte de Karel Skoupý en 1972, la diócesis de Brno permaneció vacante hasta el colapso del comunismo.
En 1999 la diócesis se dotó de una nueva organización territorial.

## Estadísticas
De acuerdo al Anuario Pontificio 2021 la diócesis tenía a fines de 2020 un total de 551 900 fieles bautizados.
| Año                                                                             | Población            | Población | Población      | Sacerdotes | Sacerdotes    | Sacerdotes    | Bautizados por sacerdote | Diáconos permanentes | Religiosos | Religiosos | Parroquias |
| Año                                                                             | Bautizados católicos | Total     | % de católicos | Total      | Clero secular | Clero regular | Bautizados por sacerdote | Diáconos permanentes | Varones    | Mujeres    | Parroquias |
| ------------------------------------------------------------------------------- | -------------------- | --------- | -------------- | ---------- | ------------- | ------------- | ------------------------ | -------------------- | ---------- | ---------- | ---------- |
| 1949                                                                            | 1 050 000            | 1 150 000 | 91.3           | 814        | 680           | 134           | 1289                     |                      | 219        | 913        | 450        |
| 1970                                                                            | 981 360              | 1 257 000 | 78.1           | 642        | 525           | 117           | 1528                     |                      | 117        | 784        | 451        |
| 1980                                                                            | 980 000              | 1 260 000 | 77.8           | 464        | 464           |               | 2112                     |                      |            |            | 450        |
| 1990                                                                            | 900 000              | 1 280 000 | 70.3           | 359        | 306           | 53            | 2506                     |                      | 64         | 380        | 450        |
| 1999                                                                            | 750 000              | 1 400 000 | 53.6           | 385        | 290           | 95            | 1948                     | 28                   | 132        | 474        | 450        |
| 2000                                                                            | 750 000              | 1 400 000 | 53.6           | 396        | 296           | 100           | 1893                     | 28                   | 129        | 482        | 450        |
| 2001                                                                            | 750 000              | 1 400 000 | 53.6           | 402        | 307           | 95            | 1865                     | 29                   | 125        | 468        | 451        |
| 2002                                                                            | 750 000              | 1 400 000 | 53.6           | 400        | 305           | 95            | 1875                     | 29                   | 121        | 456        | 452        |
| 2003                                                                            | 533 000              | 1 354 000 | 39.4           | 409        | 307           | 102           | 1303                     | 32                   | 131        | 452        | 452        |
| 2004                                                                            | 533 000              | 1 354 000 | 39.4           | 408        | 303           | 105           | 1306                     | 32                   | 132        | 449        | 452        |
| 2006                                                                            | 533 000              | 1 354 000 | 39.4           | 400        | 297           | 103           | 1332                     | 31                   | 135        | 436        | 453        |
| 2012                                                                            | 535 500              | 1 360 000 | 39.4           | 358        | 264           | 94            | 1495                     | 40                   | 115        | 289        | 449        |
| 2015                                                                            | 546 000              | 1 387 000 | 39.4           | 347        | 256           | 91            | 1573                     | 44                   | 111        | 243        | 451        |
| 2018                                                                            | 547 300              | 1 389 300 | 39.4           | 336        | 253           | 83            | 1628                     | 47                   | 101        | 218        | 450        |
| 2020                                                                            | 551 900              | 1 400 000 | 39.4           | 333        | 256           | 77            | 1657                     | 44                   | 102        | 217        | 450        |
| Fuente: Catholic-Hierarchy, que a su vez toma los datos del Anuario Pontificio. |                      |           |                |            |               |               |                          |                      |            |            |            |

## Episcopologio
- Matthias Franz von Chorinsky † (15 de diciembre de 1777-30 de octubre de 1786 falleció)
- Johann Baptist Lachenbauer, O.Cr. † (29 de enero de 1787-22 de febrero de 1799 falleció)
- Vinzenz Joseph Franz Sales von Schrattenbach † (11 de agosto de 1800-25 de mayo de 1816 falleció)
- Wenceslas Urban von Stuffler † (28 de julio de 1817-24 de mayo de 1831 falleció)
- Franz Anton Gindl † (2 de julio de 1832-23 de enero de 1841 nombrado obispo de Gurk)
- Antonín Arnošt Schaffgotsche † (27 de enero de 1842-31 de marzo de 1870 falleció)
- Karel Nöttig † (29 de noviembre de 1870-14 de enero de 1882 falleció)
- Franziskus von Sales Bauer † (3 de julio de 1882-10 de mayo de 1904 nombrado arzobispo de Olomouc)
- Pavel Huyn † (17 de abril de 1904-4 de octubre de 1916 nombrado arzobispo de Praga)
- Norbert Klein, O.T. † (7 de diciembre de 1916-4 de enero de 1926 renunció[4])
  - Sede vacante (1926-1931)
- Josef Kupka † (22 de octubre de 1931-10 de junio de 1941 falleció)
  - Sede vacante (1941-1946)
- Karel Skoupý † (3 de abril de 1946-22 de febrero de 1972 falleció)
  - Sede vacante (1972-1990)
- Vojtěch Cikrle (14 de febrero de 1990-26 de mayo de 2022 retirado)
- Pavel Konzbul, desde el 26 de mayo de 2022